# Жребий Салема 2: Возвращение в Салем
«Жребий Салема 2: Возвращение в Салем» (англ. A Return to Salem's Lot) — фильм ужасов 1987 года, снятый режиссёром Ларри Коэном по собственному сценарию.

## Сюжет
Антрополог Джо Уэбер возвращается со своим сыном-подростком Джереми в родной город Салем и с ужасом узнаёт, что он теперь населён вампирами. Сейчас в Салеме живёт лишь несколько человек, которые достают вампирам кровь и поставляют топливо на заправки в дневное время. Узнав о том, насколько аморален и бесчеловечен Джо, вампиры нанимают его, чтобы написать историю о них. Однако Джо хочет сбежать вместе со своим сыном из Салема, и в этом ему собирается помочь охотник за нацистами Ван Мир.

## В ролях
- Майкл Мориарти — Джо Уэбер
- Сэмюэль Фуллер — Ван Мир
- Эндрю Даггэн — Судья Аксель
- Эвелин Кейс — Миссис Аксель
- Джун Хэвок — Тётя Клара
- Джилл Гэтсби — Шерри
- Рики Эддисон Рид — Джереми Уэбер
- Джеймс Диксон — Рэйнс
- Дэвид Холбрук — Помощник
- Катя Кросби — Кэти
- Тара Рид — Аманда
- Бред Рихн — Кларенс

## Интересные факты
- В картине состоялся актёрский дебют 11-летней Тары Рид.
- Основные съёмки проходили в городе Ньюбери, Вермонт. Многие обитатели города сыграли в массовке и эпизодических ролях.
- В 1970-х годах Ларри Коэн написал сценарную адаптацию романа «Жребий Салема», но продюсерам она не понравилась.
- Кроме места действия и концепции, фильм не имеет ничего общего с рассказом и оригинальным фильмом.

## Релиз
Фильм выпустила в США в ограниченный прокат компания «Warner Bros» в 1987 году. «Warner Home Video» издала фильм на VHS в следующем году.
В 2010 году компания «Warner Archive Collection» выпустила фильм на DVD.